# Salavat, Nga
Salavat (tiếng Nga: Салава́т; tiếng Bashkir: Салауат, Salauat) là một thành phố Nga. Thành phố này thuộc chủ thể Cộng hòa Bashkortostan. Thành phố có dân số 158.600 người (theo điều tra dân số năm 2002. Đây là thành phố lớn thứ 107 của Nga theo dân số năm 2002. Dân số: 156,085 (Điều tra dân số 2010); 158,600 (Điều tra dân số 2002); 149,627 (Điều tra dân số năm 1989).
Thành phố được đặt tên theo anh hùng dân tộc Bashkir Salawat Yulayev. Nó được lập năm 1948 và trở thành thành phố năm 1954.
Thành phố được lập để cung cấp nơi ở cho nhà máy hóa dầu Salavat - một đơn vị sử dụng lao động chính. Thành phố còn có các nhà máy khác như nhà máy kính, dệt may.